# Loli Molina
María Dolores Molina (Buenos Aires, 15 de diciembre de 1986) conocida artísticamente como Loli Molina es una cantante, compositora y guitarrista argentina radicada en México, ganadora de un premio MTV Latinoamérica y nominada en varias oportunidades a los Premios Gardel.
Grabó su primer disco en 2008 y desde entonces tocó con reconocidos artistas como Fito Páez, Fernando Cabrera, Kevin Johansen y Santiago Vázquez, entre otros.

## Carrera
Loli Molina estudió piano desde los seis años y empezó a tocar guitarra a los 10, para después estudiar dos años en la Escuela de Música de Buenos Aires y con Sebastián Zambrana. Luego de cantar en pequeñas agrupaciones, en 2007 comenzó su carrera como solista.
Debutó en los escenarios en el Festival Buenos Aires Folk 2007 que se realizó en el local porteño La Trastienda Club, convocada por la artista Juana Molina (con quien no tiene relación de parentesco).
En julio de 2008 grabó en los Estudios ION el disco Los senderos amarillos, con producción de Nico Cota y mezclado y masterizado por Mariano López, donde incluyó composiciones propias y una versión de «Karma Chameleon». Al año siguiente se impuso en los Premios MTV Latinoamérica, en la categoría Mejor Artista Nuevo Sur.
En 2011 editó su segundo álbum, Sí o no, producido por Tweety González y en el que participaron como músicos invitados Javier Malosetti y Kevin Johansen. En la 14° edición de los Premios Gardel, de 2012, fue nominada como Mejor Álbum Artista Femenina Pop.
Tras sus dos primeras experiencias con Sony Music, lanzó Rubí en 2015, que fue número uno en ventas en iTunes Argentina y por el que nuevamente fue nominada a los Premios Gardel. El disco también está integrado por canciones propias, además de una versión de «Ludmila», de Luis Alberto Spinetta.
Luego de grabar con la banda mexicana Kinky y acompañarlos en una gira, en 2019 editó de manera independiente Lo azul sobre mí, grabado en Ciudad de México y Buenos Aires, y producido por Hernán Hecht. Los únicos instrumentos del álbum son guitarras y un cuarteto de cuerdas con arreglo de Ramiro Flores. Tuvo dos nominaciones en los Premios Gardel 2020, en las categorías Mejor Álbum Canción de Autor y Mejor Álbum Conceptual.
La gira programada por Latinoamérica y Europa para presentar Lo azul sobre mí debió suspenderse debido a las restricciones de movilidad que impuso la pandemia de COVID-19.
En 2021 Loli Molina Tomi Lebrero y Quruli lanzaron Grito Latino es el primer sencillo entre 2 cantantes y 1 banda

## Discografía
- 2008: Los senderos amarillos
- 2011: Sí o no
- 2015: Rubí
- 2020: Lo azul sobre mí